# Университет Всех Святых
Университет Всех Святых (англ. All Saints University, полное наименование — Университет Всех Святых Ланго англ. All Saints University Lango, ASUL) — частный университет в Уганде. Он признан университетом Национальным советом Уганды по высшему образованию.

## Расположение
ASUL расположен на Адоко-роуд, в юго-восточной части города Лира, в округе Лира, Северный регион, примерно в 320 км (200 миль) по дороге, к северу от Кампалы, столицы и крупнейшего города Уганды. Координаты университетского кампуса: 2°14'46,0" северной широты, 32°53'59,0" восточной долготы.

## История
ASUL был основан в 2008 году епархией Ланго Церкви Уганды. Хотя основатели и администраторы университета являются христианами, университет принимает студентов независимо от национальности, религиозных убеждений или этнической принадлежности. В январе 2009 года был принят первый курс из 90 студентов бакалавриата. Курсы, преподаваемые в университете, аккредитованы Национальным советом Уганды по высшему образованию.

## Инциденты
В апреле 2014 года вице-канцлер Фред Опио Эконг скончался от травм, полученных во время автомобильной аварии.

## Факультеты
По состоянию на январь 2015 года в ASUL было три факультета:
- Факультет делового администрирования и менеджмента
- Факультет социальных наук
- Педагогический факультет